# Вейсе, Христиан Феликс
Христиа́н Фе́ликс Ве́йсе (1726—1804) — немецкий поэт и писатель. Отец правоведа Христиана Эрнста, дед философа Христиана Германа.

## Биография
Христиан Феликс Вейсе родился 28 января 1726 года в городке Аннаберг-Буххольц.
С 1745 года изучал филологию и теологию в Лейпцигском университете, где подружился с Геллертом, Лессингом, Каролиной Нойбер, Рабенером и Клейстом. В это время он начал писать для немецкого театра; первой его работой была «Die Matrone zu Ephesus». В 1750 году он получил место гофмейстера при графе фон Гейерсберге; в 1758 году издал свои «Scherzhafte Lieder», в 1760 году «Bibliothek der schönen Wissenschaften and freien Künste» и в 1761 году «Amazonenlieder».
С 1763 года он писал комические оперы для коховского театра в Лейпциге: «Die Jagd», «Der Erntekranz» и др.; ряд комедий, пользовавшихся успехом. С 1774 года он исключительно писал повести для юношества; большим успехом пользовались его «Lieder fur Kinder» и «A-b-c-Buch»; с 1775 года издавал «Kinderfreund» (24 т., 1776—82) и «Briefwechsel der Familie des Kinderfreundes» (12 т., 1783—92). Ум. в 1804 г. Следует ещё упомянуть его «Lusstpiele» (3 т., Лейпциг, 1783), «Komische Opern» (3 т., Лейпц., 1777) и «Lyrische Gedichte» (3 т., Лейпциг, 1772). Ср. его автобиографию, изданную Хр. Эрнестом Вейсе и Фришем (Лейпциг, 1806); Minor, «Christ. Felix W. und seine Beziehungen zur deutschen Litteratur d. XVIII Jahrh.» (Инсбрук, 1880).
Вейсе принадлежат знаменитые строки:
Завтра, завтра, не сегодня! — так лентяи говорят
Христиан Феликс Вейсе умер 16 декабря 1804 года в деревне Штёттериц под Лейпцигом и был похоронен на городском кладбище св. Иоанна.
В 1826 году праздновался в Аннаберге и Лейпциге 100-летний юбилей его рождения и тогда же в Аннаберге была учреждена Школа его имени.